# Emstek
Emstek község Németországban, Alsó-Szászországban, a Cloppenburgi járásban. Lakosainak száma 12 545 fő (2023. december 31.).

## Földrajza
Emstek Vechta és Cappeln községekkel határos.